# ラミネートチューブ

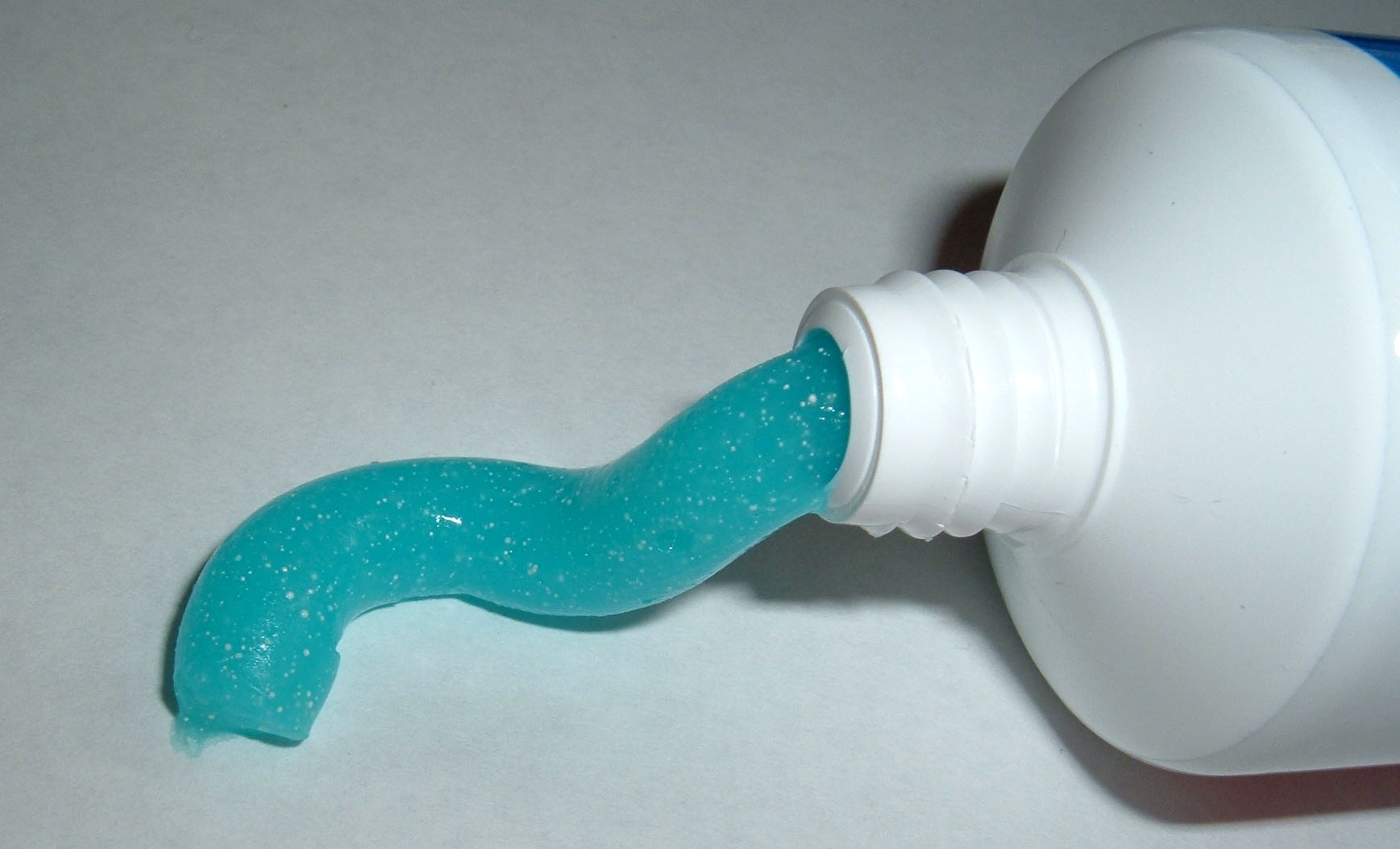
ラミネートチューブから搾り出された歯磨き粉

ラミネートチューブは、チューブの一種で、合成樹脂、特殊紙、アルミ箔などをラミネート加工により重ね合わせたシートを原料として作られる。食品、歯磨剤、医薬品、化粧品、絵具、接着剤など半固形状の材質のものを入れるのに幅広く用いられている。
それまでの金属チューブに取って代わったが、欠点が問題となる医薬品、絵具、接着剤などでは金属チューブも使い続けられている。

## 概要
ラミネートチューブの原材となるシートはポリエチレンなどの合成樹脂や紙、アルミ箔を何層にも重ね、接着剤を用いて貼り合わせる。接着剤を用いず、ポリエチレンにより熱で溶着させることもある。ラミネートチューブはこうして作られたラミネートシートを用い、胴体部分と肩部を別々に作り接合して製造される。胴体部分は適当な長さに切断された後、筒状に丸め重なった部分を熱で溶かして作られる。接合には肩部をあらかじめ作っておき熱溶着するか、肩部成型時に固まらないうちに溶着する。
製造工程中にパッケージ印刷も並行して行われるため、ラミネートチューブ製造は印刷会社により行われる場合が多い。パッケージの印刷は主に凸版印刷やグラビア印刷が用いられる。凸版印刷の場合はラミネート加工が行われ、所定の幅に切り取られ巻かれた状態のものに印刷される。一方でグラビア印刷の場合はラミネート加工を行う前のシートの段階で印刷される。
ラミネートチューブの利点は金属チューブと比較して弾力性や復元性が高いことから内容物が搾り出しやすい点や、印刷がしやすいことから幅広いデザインが可能な点が挙げられる。一方で欠点として、筒状に成型する際に継ぎ目ができるためデザイン上の制約を受けることや、空気が容器内に逆流しやすいため空気に触れると変質しやすい内容物（薬品、絵具など）には向かないことが挙げられるが、前者は成型後にさらに円筒形に樹脂をかぶせることにより、後者は素材の組み合わせで弾力を調整することにより解決していることもある。
ラミネートチューブは1969年にライオン（当時の社名は「ライオン歯磨」）が歯磨き粉「ホワイト＆ホワイト」の充填用容器として開発した。その後ライオンが保有していた特許が1976年に切れると、ライオン以外のメーカーもラミネートチューブを用いるようになった。